# Episodi di Quando chiama il cuore (quarta stagione)
La quarta stagione della serie televisiva Quando chiama il cuore, composta da 10 episodi, è stata trasmessa sul canale statunitense Hallmark Channel dal 19 febbraio al 23 aprile 2017. A seguire, il 25 dicembre, è stato trasmesso anche un aggiuntivo episodio speciale di Natale, The Christmas Wishing Tree.
In Italia, la stagione è stata pubblicata su Netflix il 1º novembre 2017, usando i titoli originali in inglese. I titoli italiani sono stati usati nella trasmissione Rai, che ha accorpato gli episodi a due a due, pertanto risultano solo i titoli degli episodi dispari. I titoli degli episodi pari sono stati utilizzati nella trasmissione sulla RSI.
| nº              | Titolo originale           | Titolo italiano           | Prima TV USA     | Pubblicazione Italia |
| --------------- | -------------------------- | ------------------------- | ---------------- | -------------------- |
| 1               | Words From the Heart       | Parole dal cuore          | 19 febbraio 2017 | 1º novembre 2017     |
| 2               | Heart of Truth             | Il cuore della verità     | 26 febbraio 2017 | 1º novembre 2017     |
| 3               | The Heart of the Community | Il cuore della comunità   | 5 marzo 2017     | 1º novembre 2017     |
| 4               | Change of Heart            | Cambiare idea             | 12 marzo 2017    | 1º novembre 2017     |
| 5               | Heart of a Teacher         | Il cuore di un'insegnante | 19 marzo 2017    | 1º novembre 2017     |
| 6               | My Heart Will Go On        | Il mio cuore andrà avanti | 26 marzo 2017    | 1º novembre 2017     |
| 7               | Healing Heart              | La guarigione del cuore   | 2 aprile 2017    | 1º novembre 2017     |
| 8               | Courageous Hearts          | Cuori coraggiosi          | 9 aprile 2017    | 1º novembre 2017     |
| 9               | Heart of a Secret          | Il cuore di un segreto    | 16 aprile 2017   | 1º novembre 2017     |
| 10              | Heart of a Fighter         | Cuore di un combattente   | 23 aprile 2017   | 1º novembre 2017     |
| Speciale Natale | The Christmas Wishing Tree | Natale a casa             | 25 dicembre 2017 | 22 agosto 2018       |